# Duki (raper)
Mauro Ezequiel Lombardo (Almagro, Buenos Aires; 24. junij 1996), bolj znan kot Duki, je argentinski pevec. 

## Življenjepis
Duki se je pri sedmih letih začel zanimati za rap, hip hop. Poslušal je veliko glasbene raznolikosti, predvsem pa ameriški rap, nekaj, kar je vplivalo nanj za prihodnost. Freestyle rap je pritegnil pozornost in leta 2013 je začel tekmovati na različnih tekmovanjih